# Калеєво (Теряєвське сільське поселення)
Калеєво (рос. Калеево) - присілок у Волоколамському районі Московської області Російської Федерації.
Орган місцевого самоврядування - сільське поселення Теряєвське. Населення становить 140 осіб (2013).

## Історія
З 14 січня 1929 року входить до складу новоутвореної Московської області. Раніше належало до Волоколамського повіту Московської губернії.
Сучасне адміністративне підпорядкування сільському поселенню з 2006 року.

## Населення
| 1852 | 1859 | 1886 | 1890 | 1899 | 1926 | 2002 |
| ---- | ---- | ---- | ---- | ---- | ---- | ---- |
| 242  | ↗300 | ↗320 | ↗370 | ↘292 | ↗295 | ↘123 |
| 2006 | 2010 |      |      |      |      |      |
| ↘120 | ↗140 |      |      |      |      |      |